# Kinaza
U hemiji i biohemiji, proteinske kinaze, alternativno poznate kao fosfotransferaze, su tip enzima koji prenosi fosfatne grupe sa visokoenergijskih donorskih molekula, poput ATP, na specifične supstrate. Ovaj proces se naziva fosforilacija. Ovaj proces ne treba poistovećivati sa fosforolizom, koju izvode fosforilaze. Fosforilacija je transfer fosfatne grupe na molekul, a ne obrnuto, i.e., fosforoliza, prenos molekulskog fragmenta na fosfatnu grupu. Enzim koji uklanja fosfatne grupe je poznat kao fosfataza.

## Tipovi
Jedna od najvećih grupa kinaza su proteinske kinaze, koje deluju na modifikuju aktivnost specifičnih proteina. Kinaze se koriste ekstenzivno u prenosu signala i kontroli kompleksnih procesa u ćelijama. Do sa je 518 različitih kinaza identifikovano kod ljudi. Enormna raznovrsnost, kao i njihova uloga u signalizaciji, čini ih predmetom proučavanja.
Razne druge kinaze deluju na male molekule kao što su lipidi, ugljeni hidrati, aminokiseline, i nukleotidi, bilo u okviru procesa signalizacije ili kao priprema za metaboličke puteve. Kinaze često nose ime njihovog supstrata.

## Literatura
- Nicholas C. Price; Lewis Stevens (1999). Fundamentals of Enzymology: The Cell and Molecular Biology of Catalytic Proteins (Third изд.). USA: Oxford University Press. ISBN 019850229X.
- Eric J. Toone (2006). Advances in Enzymology and Related Areas of Molecular Biology, Protein Evolution (Volume 75 изд.). Wiley-Interscience. ISBN 0471205036.
- Branden C; Tooze J. Introduction to Protein Structure. New York, NY: Garland Publishing. ISBN 0-8153-2305-0.
- Irwin H. Segel. Enzyme Kinetics: Behavior and Analysis of Rapid Equilibrium and Steady-State Enzyme Systems (Book 44 изд.). Wiley Classics Library. ISBN 0471303097.

1. ↑  Manning G, Whyte  DB.;  . (2002). „The protein kinase  complement of the human genome”. Science. 298 (5600): 1912—1934. PMID 12471243. doi:10.1126/science.1075762.
2. ↑  „History of ATP research milestones from an ATP-related  chemistry Nobel Prize site”.